# Assemblée de la province autonome de Voïvodine
Législature 2024-2028
Complexe de la Banovine
L'Assemblée de la province autonome de Voïvodine est le parlement monocaméral de la Voïvodine, une province autonome de la Serbie. Elle est composée de 120 membres élus pour un mandat de quatre ans au scrutin proportionnel plurinominal.

## Siège de l'Assemblée
Le siège de l'Assemblée de la province autonome de Voïvodine est situé à Novi Sad, la capitale de la province autonome de Voïvodine, dans un bâtiment connu sous le nom de Banovina. Le bâtiment a d'abord été le centre administratif de la Banovine du Danube (ou Banat du Danube) et de résidence au ban qui gouvernait cette province. Pendant la Seconde Guerre mondiale, la Banovina a servi de quartier général à l'administration militaire hongroise de la Bačka, commandée par le général Bela Novakovič.

## Mode de scrutin
Les députés de l'Assemblée de la province autonome de Voïvodine sont élus selon un système de vote parallèle. Sur les 120 membres que compte l'Assemblée, 60 sont élus au suffrage universel direct par liste et 60 sont élus individuellement au sein des municipalités de Voïvodine.

## Bureau de l'Assemblée

### Président
Depuis le 26 avril 2024, le poste de président est occupé par Juhász Bálint